# Peter Breuer
Peter Breuer (kolem 1472 Cvikov – 12. září 1541 Cvikov) byl pozdně gotický saský sochař a řezbář.

## Život
Otec Petra Breuera byl nožíř a základy řemesla tedy musel získat u jiného místního řemeslníka. Jak bylo obvyklé, putoval v mládí po jiných městech a roku 1492 je uváděn jako tovaryš ve Würzburgu, kde se pravděpodobně učil u Tilmana Riemenschneidera. Roku 1494 pobýval krátce v Ulmu, pravděpodobně u Gregora Erharta. Roku 1498 se vrátil do Cvikova, stal se místním občanem a založil zde vlastní dílnu (1504). Koupil si dům a oženil se s Barbarou Rudel, se kterou měl tři děti. Cvikov v té době prožíval díky objevu ložisek rud prudký rozvoj a žilo zde více lidí než v Drážďanech. Náboženská reformace ho po roce 1521 připravila o zakázky pro církev a ocitl se ve finanční tísni. Zemřel v naprosté chudobě v 69 letech.

## Dílo

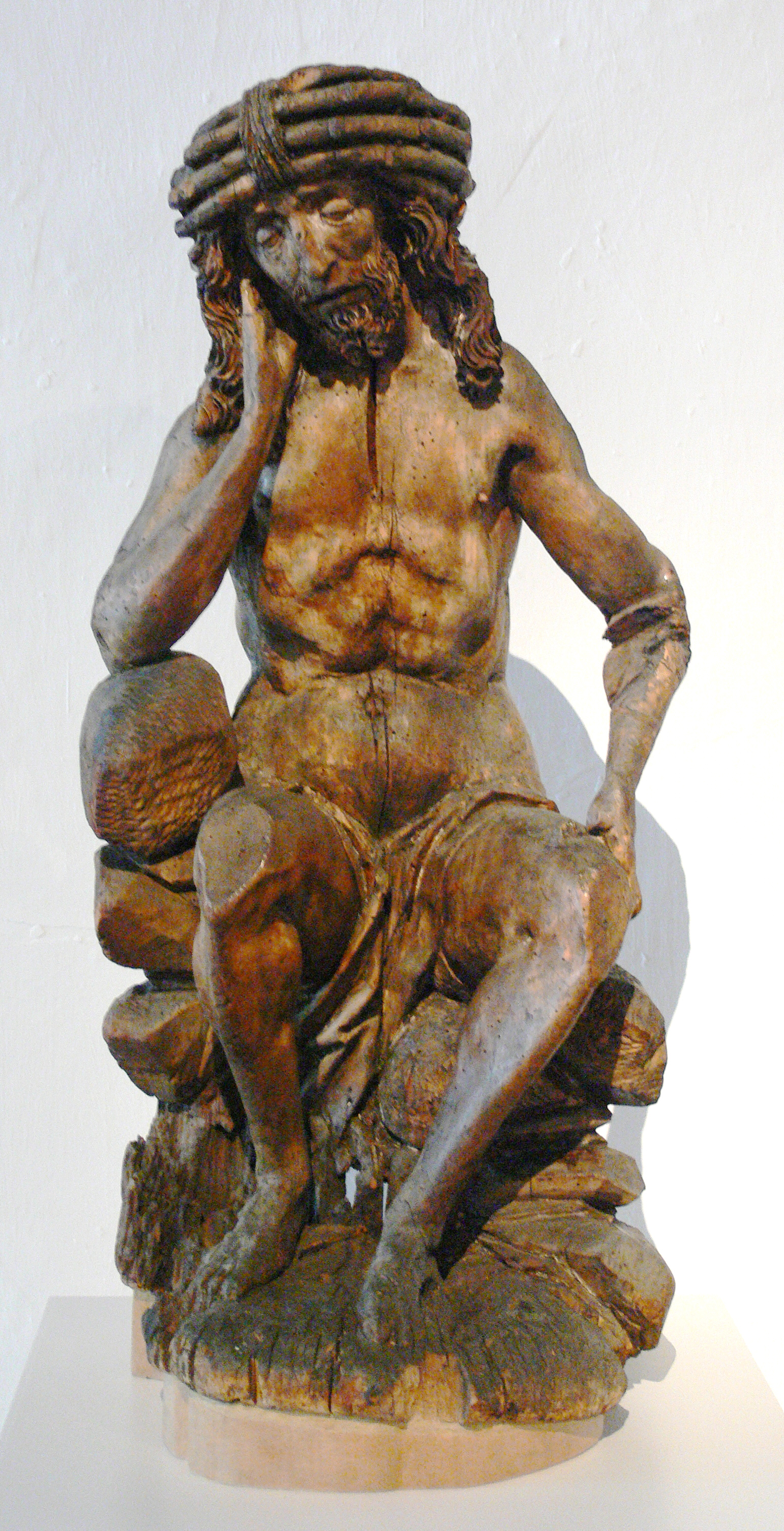
Peter Breuer, Odpočívající Kristus

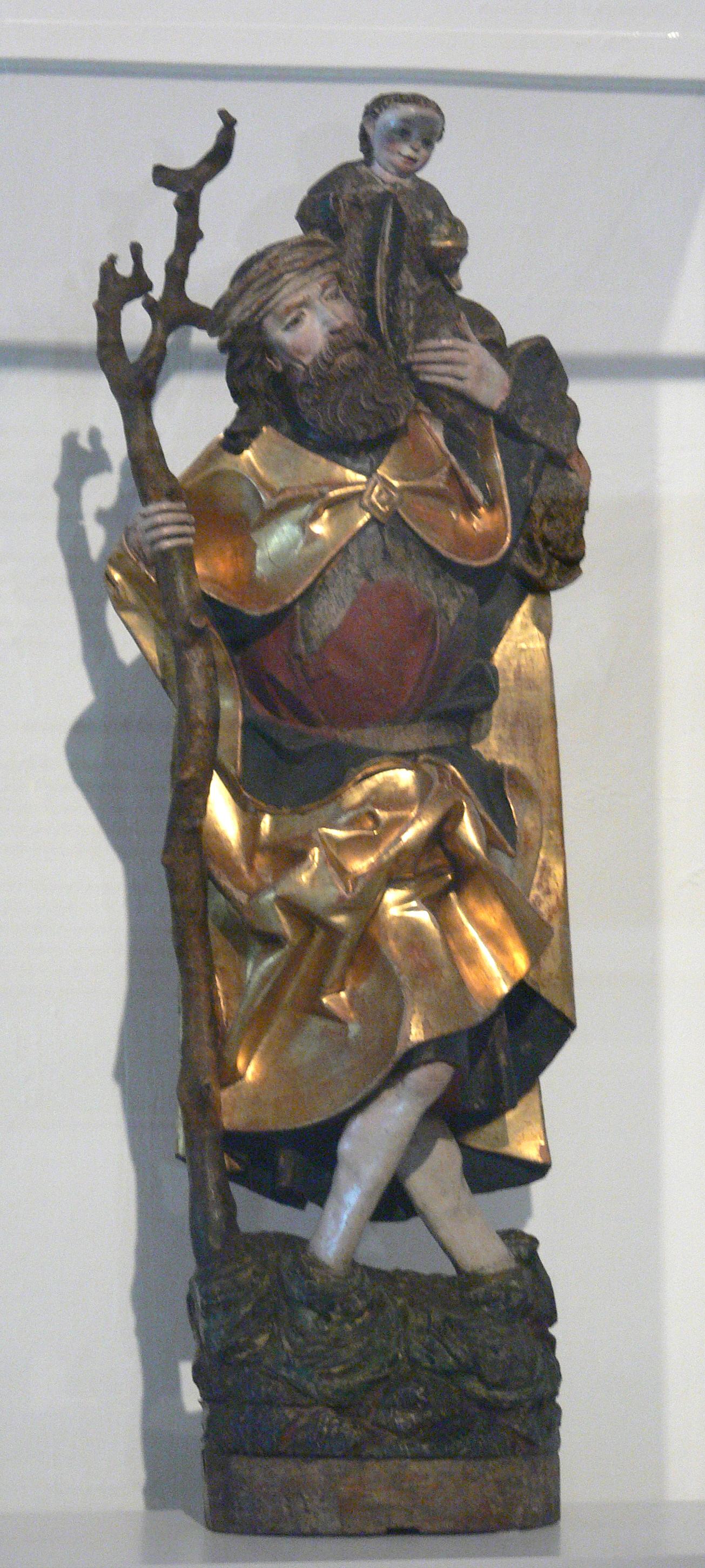
Sv. Kryštof, Annenaltar, Gersdorf

Nejlepší řezbářská díla vytvořil v letech 1497–1502. Jeho nejznámějším mistrovským dílem je Oplakávání Krista v Marienkirche Cvikov z roku 1502.
Po roce 1504, kdy dostal občanství ve Cvikově, si zřídil vlastní dílnu, kde zaměstnával také malíře deskových obrazů. Jeho dílna dodala asi 33 kompletních oltářů do menších venkovských kostelů a celkem je dokumentováno více než 200 jednotlivých prací Petera Breuera.

### Známá díla
- 1497 Oltář kostela Steinsdorf bei Plauen
- Figury z oltáře Nikolaikirche ve Cvikově (nyní v Uměleckoprůmyslovém muzeu v Lipsku)
- Bolestný Kristus, Stadt- und Bergbaumuseum Freiberg
- Odpočívající Kristus, Schloßbergmuseum v Saské Kamenici
- 1506 sv. Kryštof a sv. Jan Křtitel, anenský oltář v Lugau/Erzgebirge, dnes Schloßbergmuseum v Saské Kamenici
- Ukřižování, Johanniskirche, Saská Kamenice
- 1500 Oltář z Hirschfeldu, dnes v Orangerie Gera
- Oltář ze Sölmitz, Muzeum města Gera
- Oltář kostela St. Laurentius, Culitzsch
- Oltář, Salvatorkirche, Weißbach;
- Oltář kostela "Zu den drei Marien" ve Wildenfelsu (obec Hartensdorf)
- Pět postav světců v St. Rochus Kirche Wildenfels (obec Schönau)
- 1504 výjimečně dobře zacovalý křídlový oltář ve farním kostele Hartha-Nauhain
- Oltář kostela Nanebevzetí Panny Marie z Cranzahlu
- Křídlový oltář v St.-Jacobus-Kirche, Mülsen
- 1506, Křídlový oltář z kostela St. Barbara Lichtentanne
- 1519 Křídlový oltář v kostele Leukersdorf
- 1520 reliéf Klanění tří králů, Národní galerie v Praze
- 1521 Křídlový oltář z kostela Erlbach-Kirchberg, nyní v Stadt- und Bergbaumuseum, Freiberg